# Rébellion de Chŏng Yŏrip
La Rébellion de Chŏng Yŏrip (hangeul : 기축옥사 ; hanja : 己丑獄事 ; RR : Gichuk oksa) est l'une des purges de lettrés coréens lors de la période Joseon. Elle éclate en 1589. Elle survient lorsque le lettré Jeong Yeo-rip (en) (Chŏng Yŏrip), membre de la Faction orientale est accusé de haute-trahison. Plus de 1 000 membres de la faction orientale sont alors tués ou exilés.
Cette purge est souvent mise en avant pour expliquer l'impréparation de l'Etat coréen lorsque le Japon attaque le pays trois ans plus tard.